# Turdus olivater
Turdus olivater е вид птица от семейство Turdidae.

## Разпространение
Видът е разпространен в Бразилия, Венецуела, Гвиана, Колумбия и Суринам.